# Orgyia osseata
Orgyia osseata är en fjärilsart som beskrevs av Walker 1862. Orgyia osseata ingår i släktet fjädertofsspinnare, och familjen tofsspinnare. Inga underarter finns listade i Catalogue of Life.